# 薩夫奇齊
50°4′47″N 25°34′30″E / 50.07972°N 25.57500°E
薩夫奇齊（烏克蘭語：Савчиці），是烏克蘭的村落，位於該國西部捷爾諾波爾州，由克列梅涅茨區負責管轄，始建於1325年，面積8.7平方公里，2001年人口392，人口密度每平方公里45.1人。